# Perry River
Perry River (lub Kuugjuaq) – rzeka w Nunavut w Kanadzie, wpada do Zatoki Królowej Maud.